# Seehaus (Verein)
Seehaus e. V.  ist ein gemeinnütziger Verein mit Sitz im Seehaus Leonberg. Er ist in den Bereichen Jugendhilfe, Kriminalprävention, Opferhilfe und Flüchtlingshilfe tätig. Gegründet wurde er 2001.

## Entstehung
Mit dem baden-württembergischen Jugendstrafvollzugsgesetz ist Jugendstrafvollzug in freien Formen als dritte Vollzugsform neben geschlossenem und offenen Vollzug verankert (§ 7 JVollzG IV -Ba-Wü). Im sächsischen und im rheinland-pfälzischen Jugendstrafvollzugsgesetz ist Jugendstrafvollzug in freien Formen ebenso als dritte Vollzugsform verankert (§ 13 Abs. 3 SächsJStVollzG/LJSTVollzG Rheinland-Pfalz). Nach den Entwürfen der meisten anderen Bundesländer kann Jugendstrafvollzug in freien Formen als Vollzugslockerung durchgeführt werden.
Seit 1953 bietet § 91 Abs. 3 des Jugendgerichtsgesetzes (JGG) einen Weg für einen innovativen Jugendstrafvollzug zwischen geschlossenem und offenem Jugendstrafvollzug: den Jugendstrafvollzug in freien Formen. Diesen Weg ist erstmals das Justizministerium Baden-Württemberg unter dem Justizminister Ulrich Goll gegangen.
Seit 2003 gibt es zwei solcher Alternativen zum Jugendstrafvollzug in Deutschland: das „Projekt Chance“ in Creglingen (Christliches Jugenddorfwerk Deutschlands e. V.) und das Seehaus Leonberg. Seit 2008 betreibt das EJF das Modellprojekt „Leben Lernen“ in Brandenburg. Im September 2011 hat der Verein Seehaus e. V. eine weitere Einrichtung in Sachsen eröffnet, das Seehaus Leipzig.

## Vereinszweck
Zweck des Vereins ist die Hilfe für Straffällige, ehemalige Strafgefangene, Opfer von Kriminalität, jeweils deren Familien und alle, die mit Kriminalität konfrontiert sind, präventive Arbeit mit Kindern, sowie die Jugendhilfe, schwerpunktmäßig für straffällige und gefährdete Jugendliche und junge Erwachsene.
Gegründet wurde der Verein unter dem damaligen Namen Prisma e.V., um eine Alternative zum herkömmlichen Jugendstrafvollzug aufzubauen. Seit 2003 betreibt Seehaus das Seehaus Leonberg als Jugendstrafvollzug in freien Formen. 2011 folgte das Seehaus Störmthal als zweite Einrichtung des Jugendstrafvollzugs in freien Formen.  Seit der Gründung hat der Verein seine Arbeitsgebiete in den Bereichen Straffälligenhilfe, Opferhilfe, Prävention und Flüchtlingshilfe ausgebaut.
Im Seehaus Leonberg und Seehaus Leipzig wird ein Jugendstrafvollzug in freien Formen durchgeführt. Junge Männer können sich aus dem Strafvollzug bewerben. Jeweils bis zu sieben Teilnehmer wohnen mit einer Mitarbeiterfamilie. Sie nehmen an einem strikten Arbeitsalltag von 5:45 bis 22:00 Uhr teil. Die jungen Männer können einen Schulabschluss und das erste Lehrjahr in verschiedenen Berufen absolvieren und werden auf ein Leben in Freiheit vorbereitet.
Seit 2014 betreibt das Seehaus auch den Arbeitsbereich Opferhilfe, dabei werden verschiedene Opferberatungsstellen für Betroffene und ihren Angehörigen betrieben. Der Verein bietet Opferempathietraining, soziale Trainingskurse, Freizeitgruppen und Nachsorge in verschiedenen Strafvollzugsanstalten an. Bei den Opferberatungsstellen können Opfer von Straftaten Unterstützung in der Aufarbeitung der Folgen der Straftaten finden. Daneben gibt es Traumaberatungsstellen, bei denen Menschen, die ein Trauma durchlebt haben, Hilfe finden können.
Mit dem von Michael Stahl entwickelten Protactics können Kinder und Jugendliche an einem Selbstbehauptungsprogramm teilnehmen. Im Wald- und Tierkindergarten wird Naturpädagogik und Tierpädagogik kombiniert.
Der Verein ist Mitglied bei Prison Fellowship International, einem internationalen Zusammenschluss von rund 120 Mitgliedsorganisationen im Bereich der freien Straffälligenhilfe.

## Konzept
In den Einrichtungen erwartet die Jugendlichen ein durchstrukturierter und harter Arbeitsalltag. Um 5:45 Uhr beginnt der Tagesablauf mit Frühsport. Bis 22:00 Uhr sind die Jugendlichen in ein konsequent durchgeplantes Erziehungsprogramm eingebunden. Hausputz, Schule, Arbeit, Berufsvorbereitung, Sport, gemeinnützige Arbeit, Täter-Opfer-Ausgleich, soziales Training und die Vermittlung christlicher Werte und Normen sind fester Bestandteil des Konzepts. Sie dienen dazu, dass die Jugendlichen lernen, Verantwortung zu übernehmen und sich als gesetzestreue Bürger in die Gesellschaft wiedereingliedern können.

### Wiedergutmachung
Der Verein Seehaus setzt sich für Restorative Justice ein. Bei Restorative Justice geht es darum, dass nach einer Straftat die direkt Beteiligten mit einem Vermittler ins Gespräch kommen und gemeinsam nach Lösungen suchen. Die Opferperspektive und Wiedergutmachung sollen dabei ins Mittelpunkt des Strafverfahrens rücken und berücksichtigt werden. Beim Programm  Opfer und Täter im Gespräch kommen Opfer und Täter, die nicht unmittelbar in Verbindung stehen, zu Gesprächstreffen zusammen und sprechen über die Folgen der Straftaten, Reue, Wiedergutmachung, Heilung und Versöhnung. Im Seehaus Leonberg sollen die Jugendlichen beginnen, den von ihnen angerichteten Schaden wiedergutzumachen. In Seminaren und Gruppengesprächen werden sie mit der Opferperspektive konfrontiert und werden aufgefordert, einen Täter-Opfer-Ausgleich durchzuführen. Durch gemeinnützige Arbeit leisten sie einen symbolischen Ausgleich der Gesellschaft gegenüber.

### Das Prinzip Familie
Eine Mitarbeiterfamilie wohnt mit jeweils fünf bis sieben Jugendlichen familienähnlich zusammen. Auf diese Weise soll Familienleben, das die meisten der Jugendlichen nicht kennen, vorgelebt und vermittelt werden.

### Positive Gruppenkultur
Die Jugendlichen sollen Verantwortung füreinander übernehmen und einander anleiten. Dadurch sollen sie lernen, für andere da zu sein und sich gegenseitig zu helfen.

### Konsequentes Erziehungs- und Trainingsprogramm
In einem durchstrukturierten Tagesablauf werden die Jugendlichen konsequent gefordert. Sie müssen Leistung erbringen. Gleichzeitig werden sie in allen Bereichen (Schule, Arbeit, Sport, Musik, …) gefördert und sollen sich so später in allen Bereichen in der Gesellschaft einbringen können. In der Seehaus-Schule haben sie die Möglichkeit, sich auf den Schulabschluss vorzubereiten. Sie absolvieren ein Berufsvorbereitungsjahr oder das 1. Lehrjahr in den Bauberufen.

### Vermittlung von Werten und Tugenden
Im Seehaus Leonberg wollen die Mitarbeiter christliche Normen und Werte vermitteln. Auf dieser Grundlage aufbauend, werden Grundtugenden wie Fleiß, Ehrgeiz, Ordnung, Disziplin, Höflichkeit, Pünktlichkeit, Verlässlichkeit, Ehrlichkeit, Pflichtbewusstsein und Selbstbeherrschung abverlangt und eingeübt.

### Bürgerschaftliches Engagement
Mit dem Jugendstrafvollzug in freien Formen wird ein neuer Weg im Jugendstrafvollzug beschritten. Durch eine enge Kooperation von Landesregierung, Landesstiftung Baden-Württemberg, einem gemeinnützigen Verein der Jugendhilfe, der freien Wirtschaft, der Kirchen und vielen anderen gesellschaftlichen Gruppen entstand ein innovatives Konzept für einen modernen Jugendstrafvollzug. Auch viele Einzelpersonen setzen sich ehrenamtlich im Jugendhof Seehaus ein oder unterstützen das Projekt finanziell.

### Nachsorge
Die Jugendlichen werden auch über ihren Aufenthalt im Seehaus hinaus begleitet, z. B. durch Betreuung durch ehrenamtliche Paten, betreutes Jugendwohnen und eine Verselbständigungs-Wohngemeinschaft.

### Leitung
Seit 2001 ist Tobias Merckle geschäftsführender Vorstand. Irmela Abrell ist die Einrichtungsleiterin Seehaus Leonberg.

## Seehaus Kolumbien
Nach knapp fünf Jahren der Konzeptentwicklung des Vereins zusammen mit einheimischen Partnern der „Confraternidad Carcelaria de Colombia“, ein Zweig der Gefangenenhilfsorganisation Prison Fellowship International, wurde im März 2024 das Seehaus Kolumbien in Medellín eingeführt, das mit 40 jungen Männern startete.

## Auszeichnungen
- Grüner Stern für Baden-Württemberg, 2014[16]
- Ökumenepreis Leipzig, 2013[17]
- Katharina-von-Bora-Preis, 2013[18]
- Deutscher Bürgerpreis in der Kategorie Alltagshelden, 2012[19]
- Dominicus-Preis, 2012[20]
- Ausgewähltes Projekt zur Übergabe der Wohlfahrtsmarken an den Bundespräsident, 2010[21]
- Hoffnungsträger, 2009[22]
- Deutscher Förderpreis Kriminalprävention, 2007[23]
- Ort im Land der Ideen, 2007[24]